# Niederthai
Niederthai ist ein Dorf und eine Fraktion (Ortschaft) der Gemeinde Umhausen im Bezirk Imst in Tirol mit 336 Einwohnern (Stand 1. Jänner 2025).
Niederthai liegt auf rund 1540 m ü. A. im Horlachtal (auch Hairlachtal), einem Seitental des Mittleren Ötztals in den Stubaier Alpen, am Horlachbach oberhalb des Stuibenfalls. Zur Ortschaft gehören die Weiler Bichl, Lehen und Überfeld sowie die Rotten Ennebach, Höfle, Sennhof und Tölderboden.
Bekannt ist Niederthai als schneesicheres Langlaufzentrum und als ruhiges Familienskigebiet. Im Sommer sind Wanderungen zur Schweinfurter Hütte, bekannt auch als Gubener, oder in die Seitentäler und auf die umliegenden Berge beliebt.
Erstmals genannt wird die Ortschaft als „Nidirtaige“ bereits in den Jahren 1130–1145 im Zusammenhang mit Schwaighöfen, die an das Kloster Ottobeuren zinsten.
Die Kaplaneikirche zum Hl. Antonius von Padua ist ein barocker Saalbau aus dem Jahre 1682. Der angebaute Südturm mit Zwiebelhaube stammt aus dem Jahre 1756. Im Inneren befinden sich ein barocker Hochaltar und Fresken mit Heiligenmotiven des Niederthaier Künstlers Franz Xaver Pizzinini von 1944.

## Ansichten

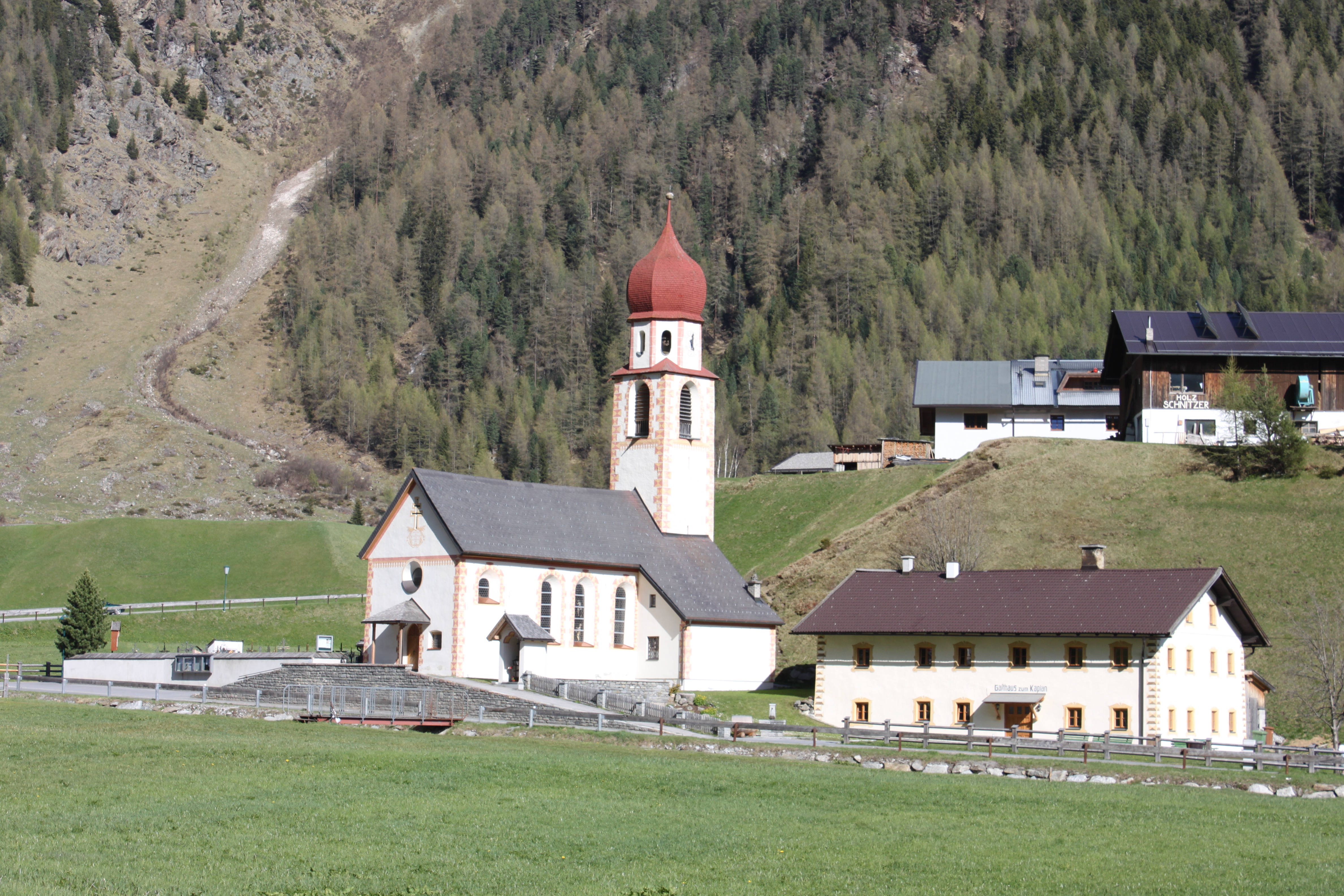
Kaplaneikirche in Niederthai
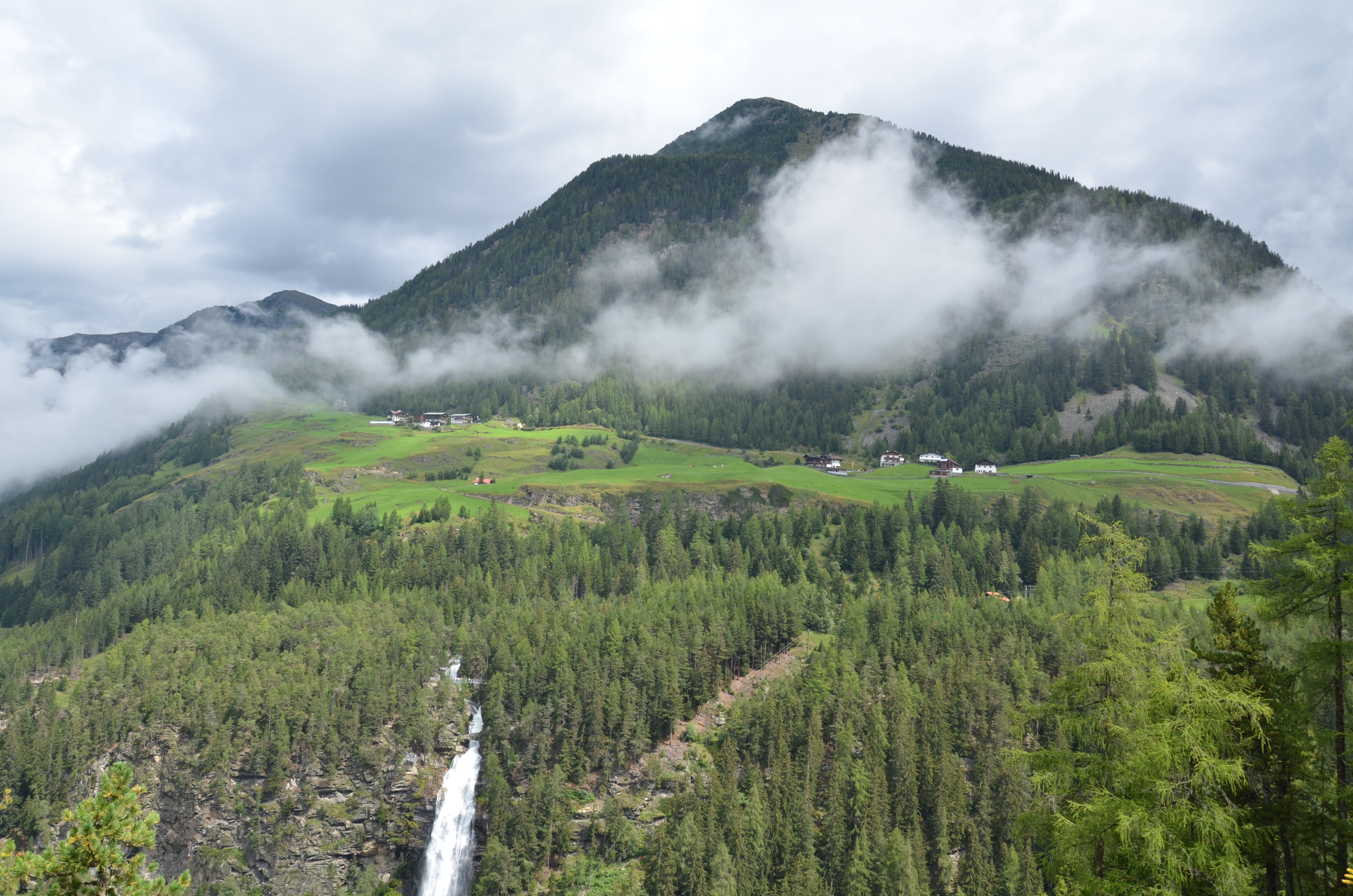
Niederthai oberhalb des Stuibenfalls
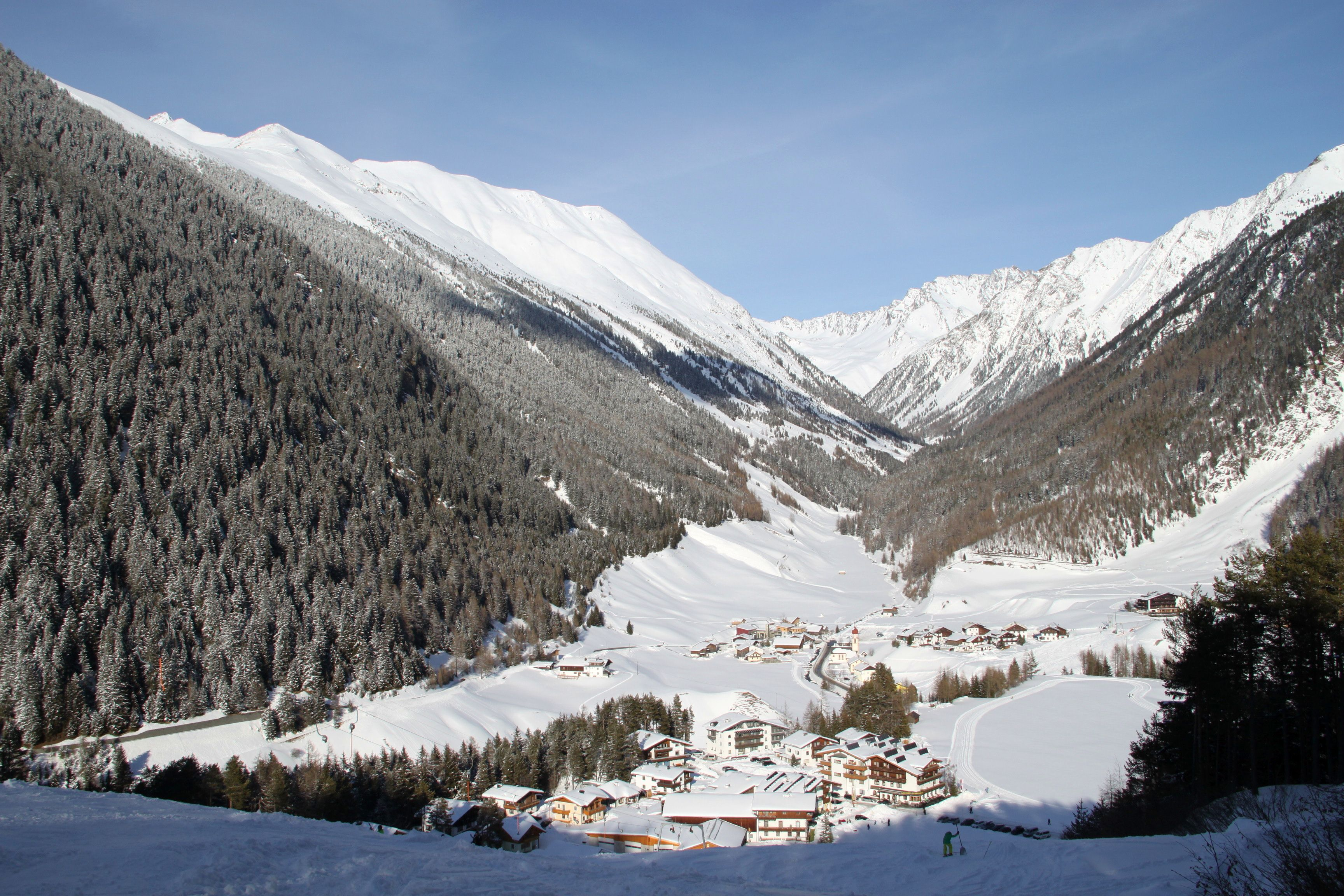
Blick auf den Ort vom Skihang am Wolfsegg (1680 m)